# Parc animalier d'Auvergne
Le parc animalier d'Auvergne, fondé en 1984 est un parc zoologique français. 
Situé  à 750 m d'altitude dans le village d'Ardes, au sein du massif du Cézallier, dans le département du Puy-de-Dôme, il s'étend sur 45 hectares et abrite 400 animaux appartenant à plus de 65 espèces différentes. 
Il y a des animaux souvent rares et menacés : 
- d'Afrique : macaques de Barbarie (magot), lémurs couronnés et varis roux ; guépards du Soudan et lions d'Afrique ; girafes, gazelles de Mhorr, hippopotames pygmées etc.
- d'Asie : gibbons à mains blanches ; léopards de l'Amour et panthères des neiges ; dholes ; ours du Tibet ; loutres d'Asie ; binturong (chats-ours) ; pandas roux ; cerfs cochons[2], cerfs de Thorold ; gorals de Chine et takins ; écureuils de Prévost etc.
- d'autres continents : pinchés à crête blanche et saïmaris ; gloutons ; etc.[3].

En 2022, le parc animalier d'Auvergne a accueilli 105 000 visiteurs.

## Photographies

Animaux d'Afrique
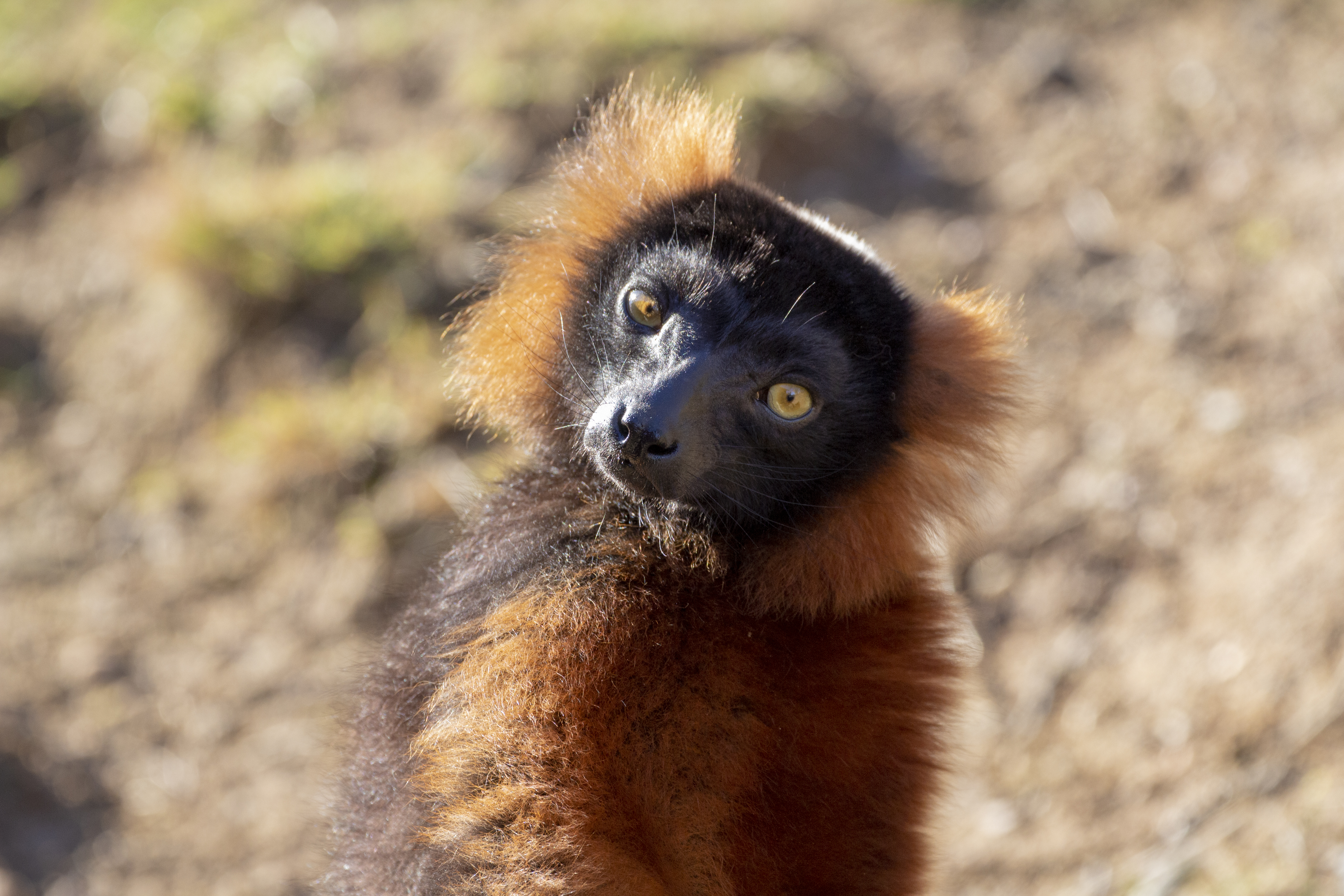
Vari roux
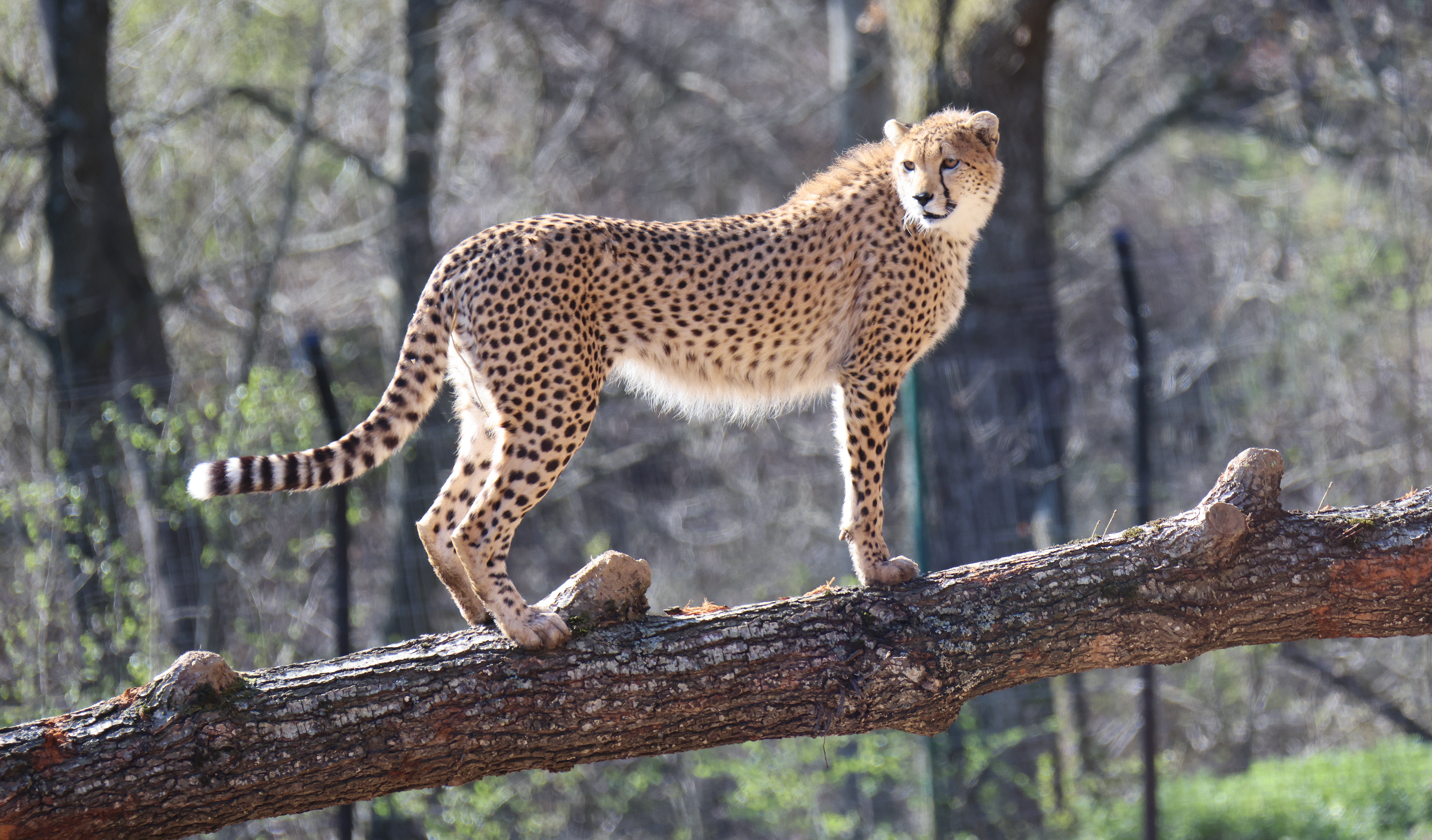
Guépard du Soudan
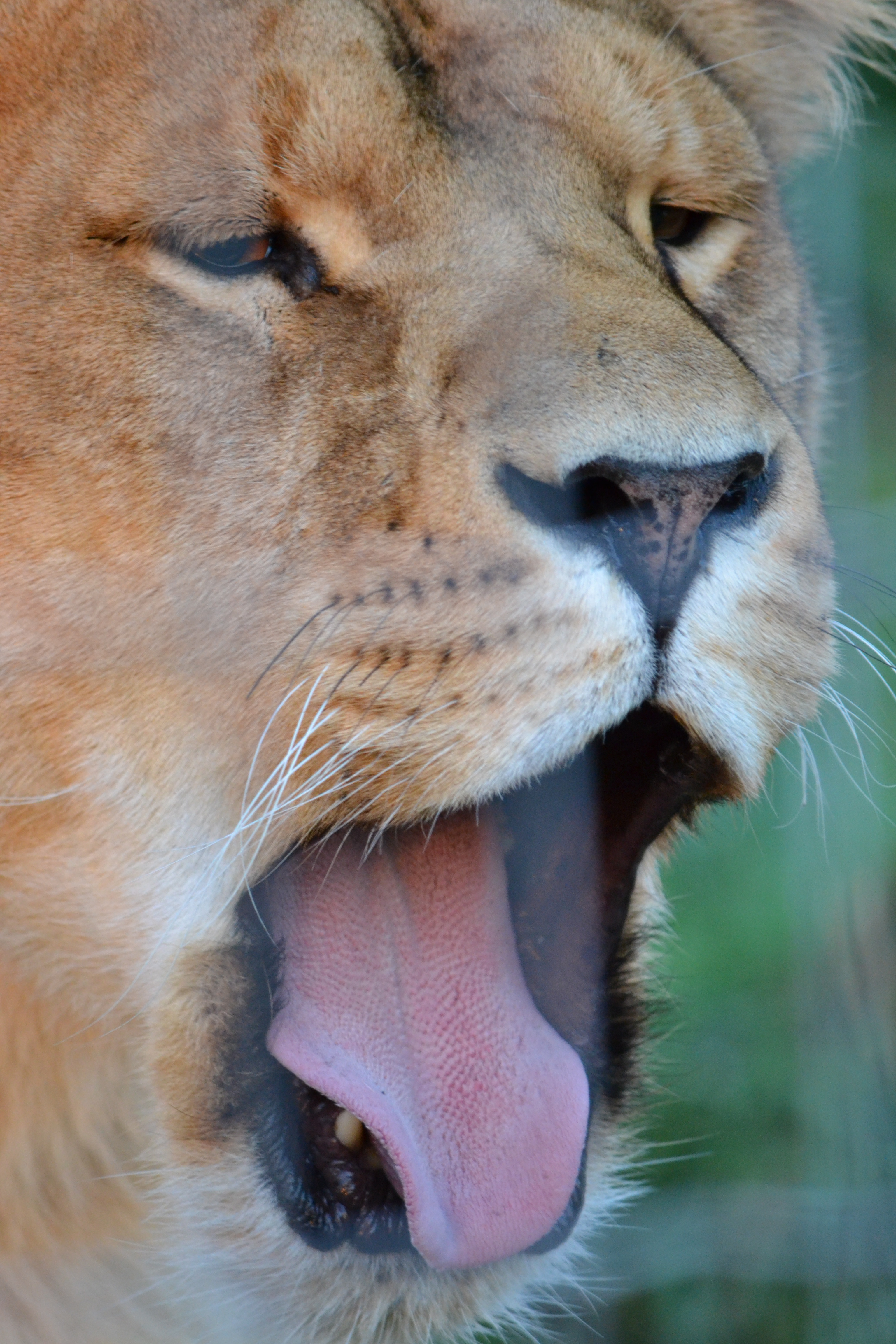
Lionne
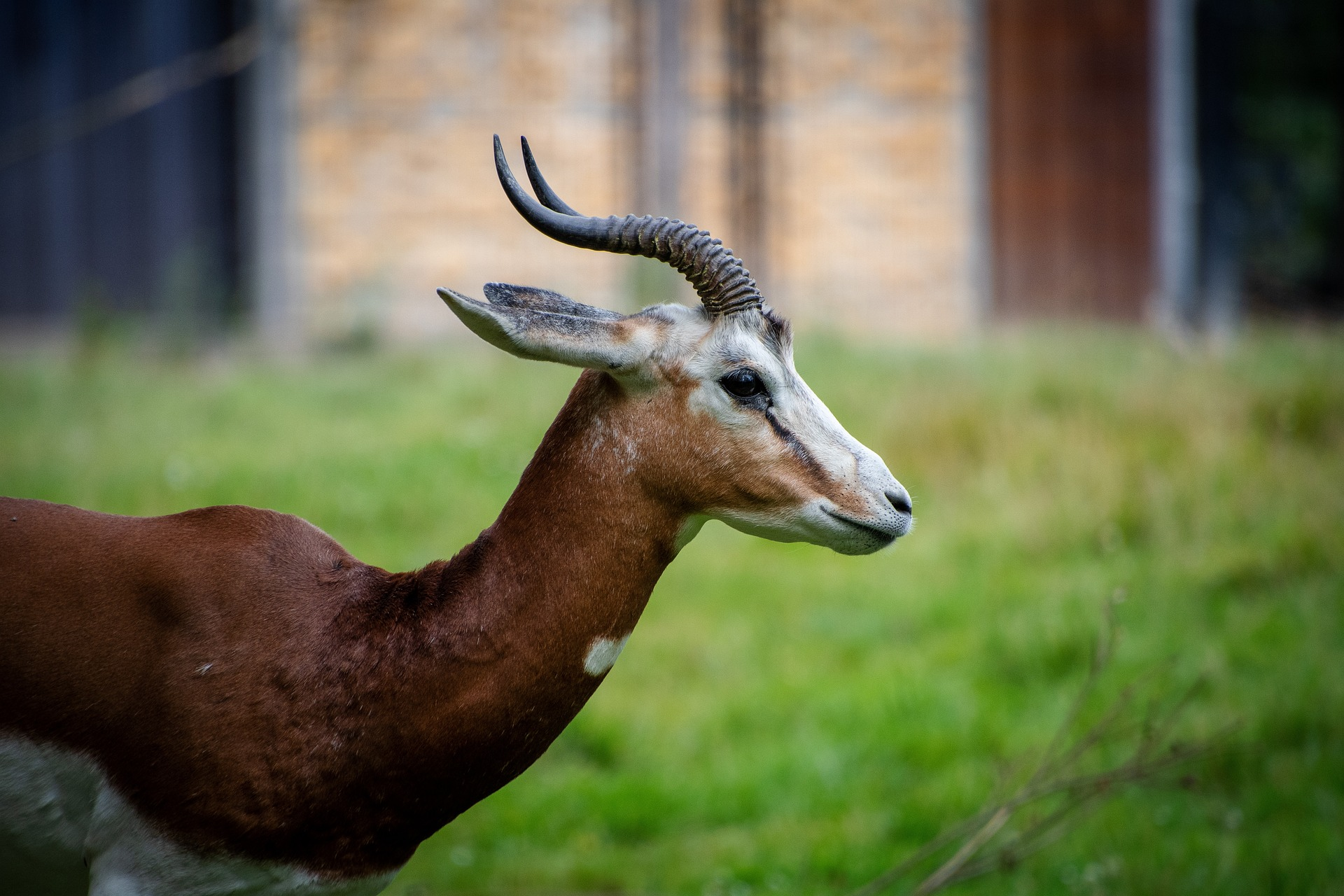
Gazelle de Mhorr
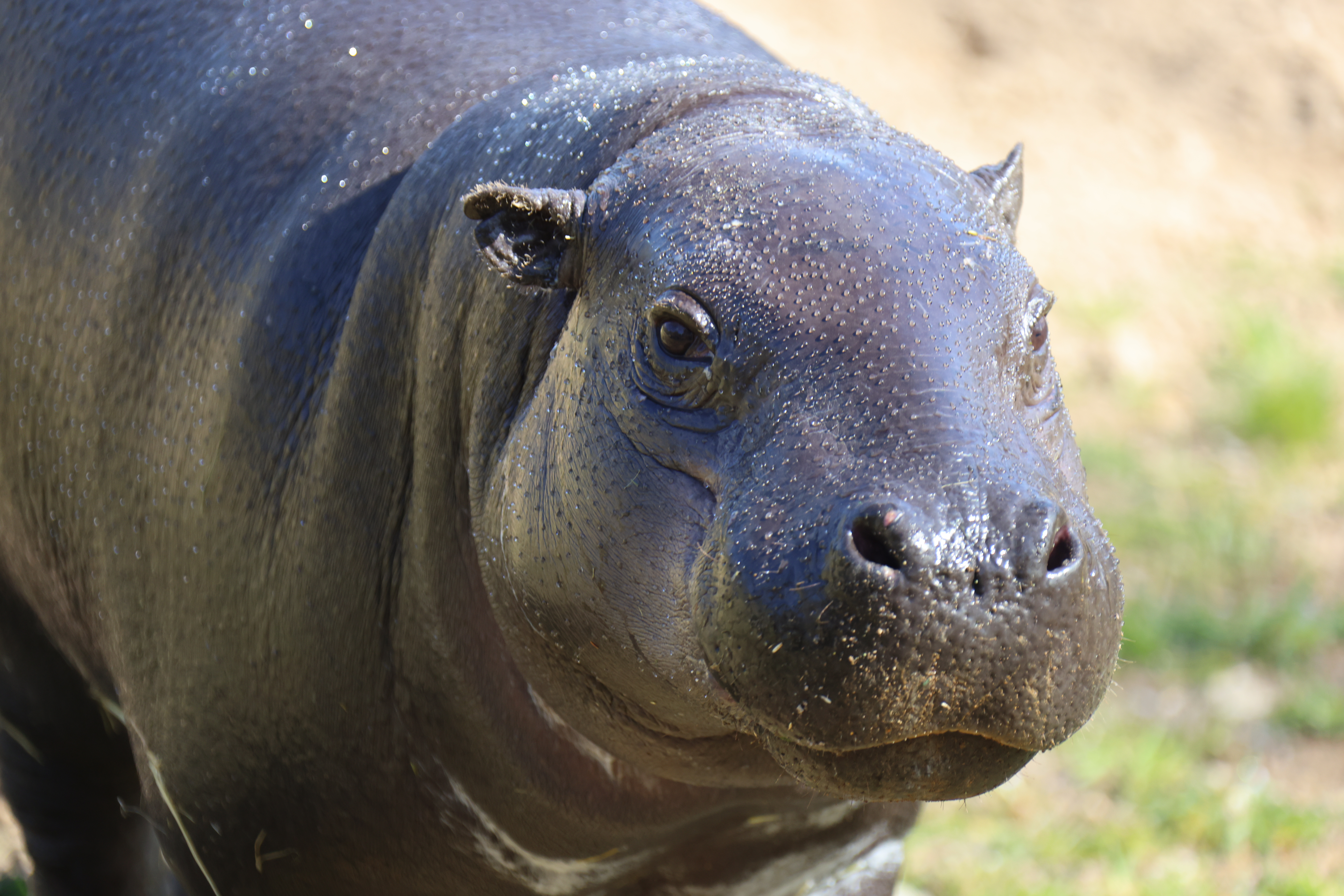
Hippopotame pygmée

Animaux d'Asie
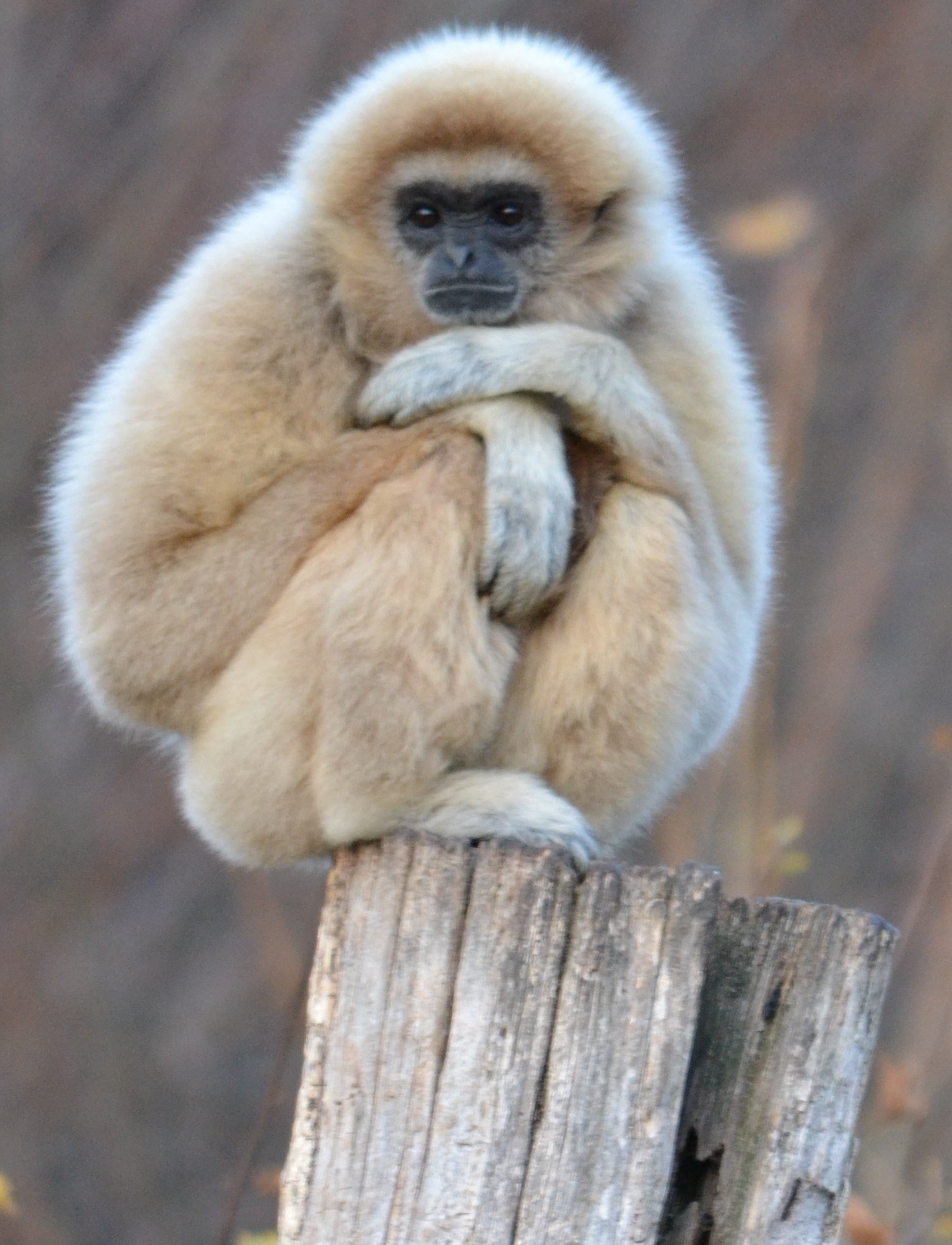
Gibbon à mains blanches
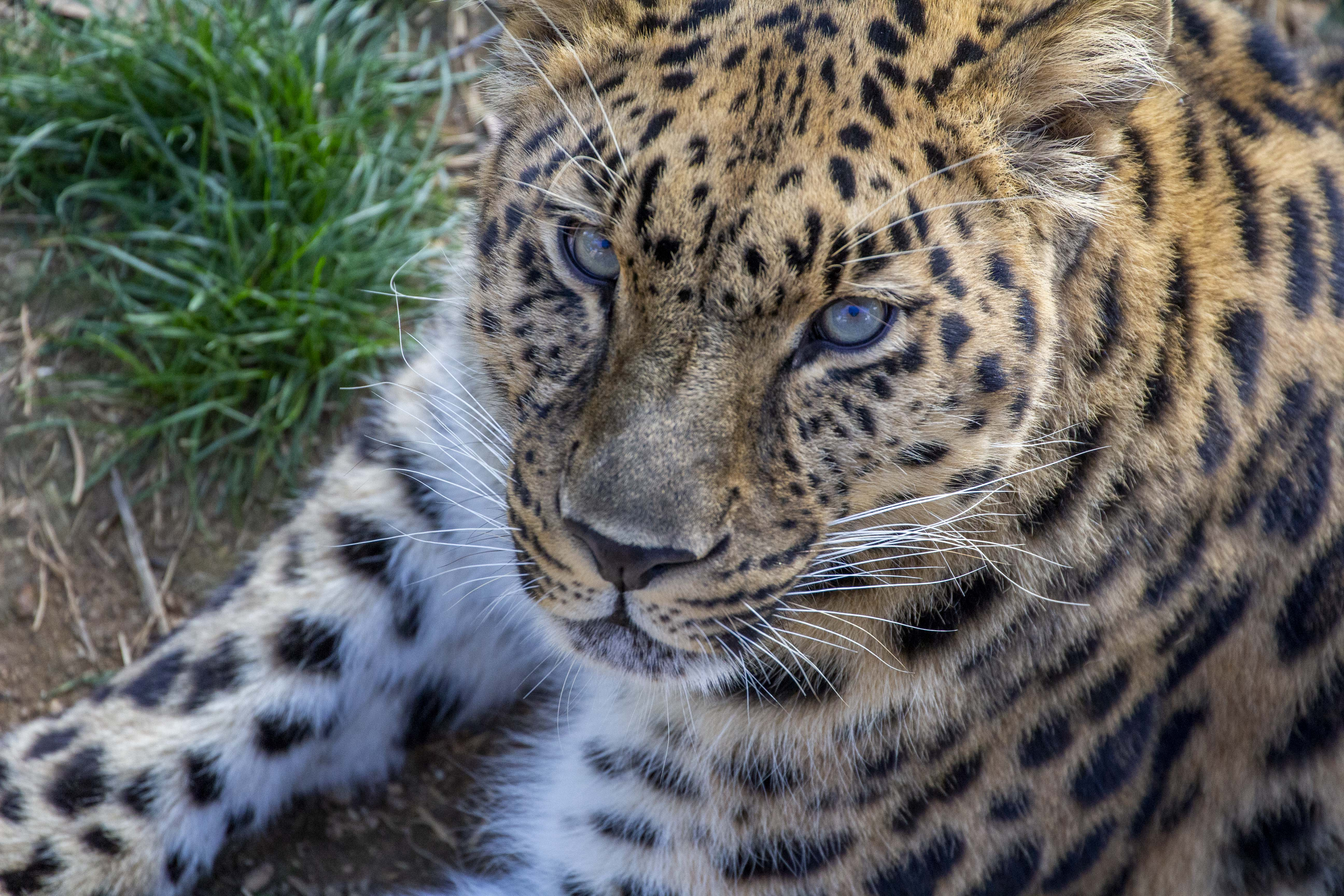
Léopard de l'Amour
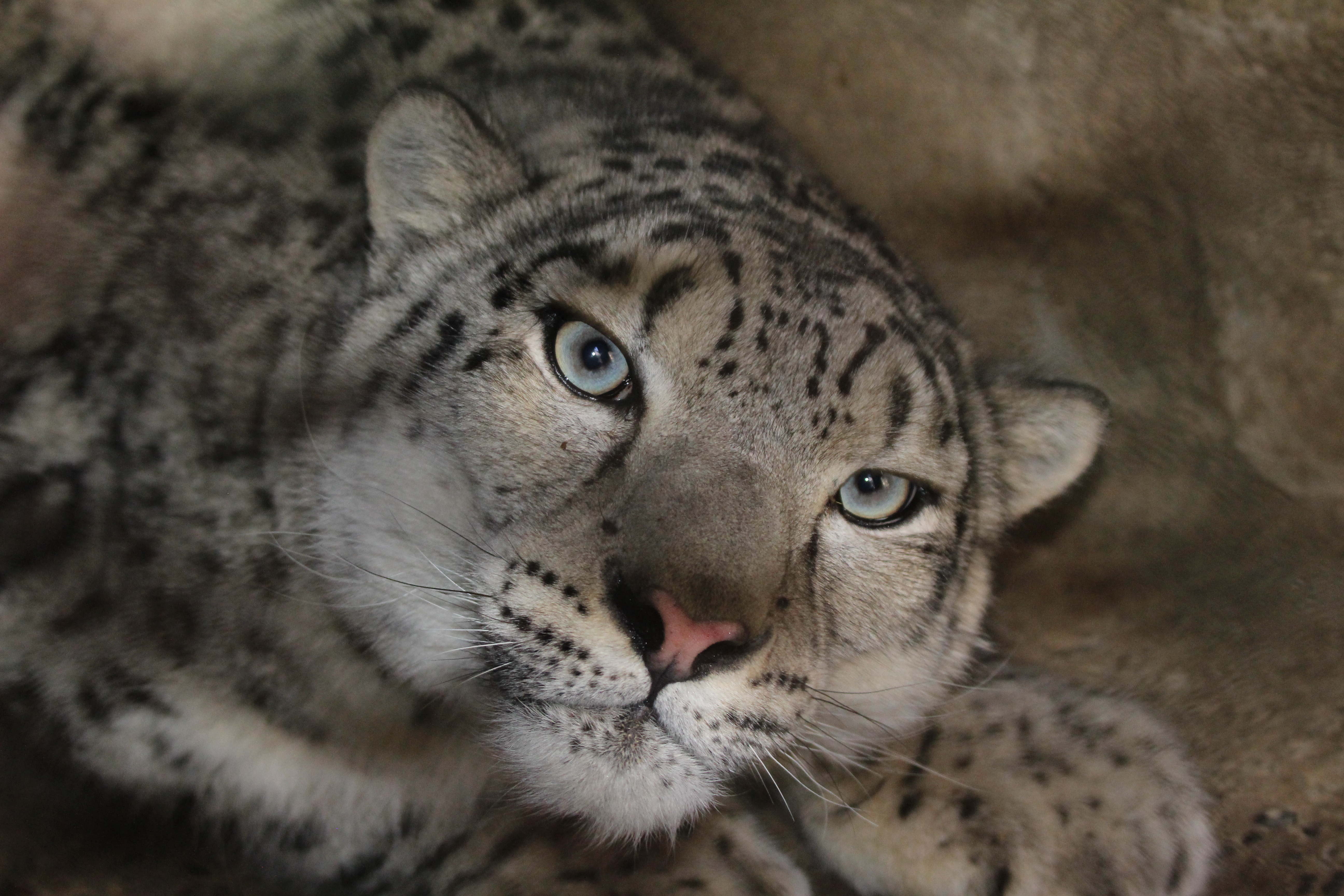
Panthère des neiges
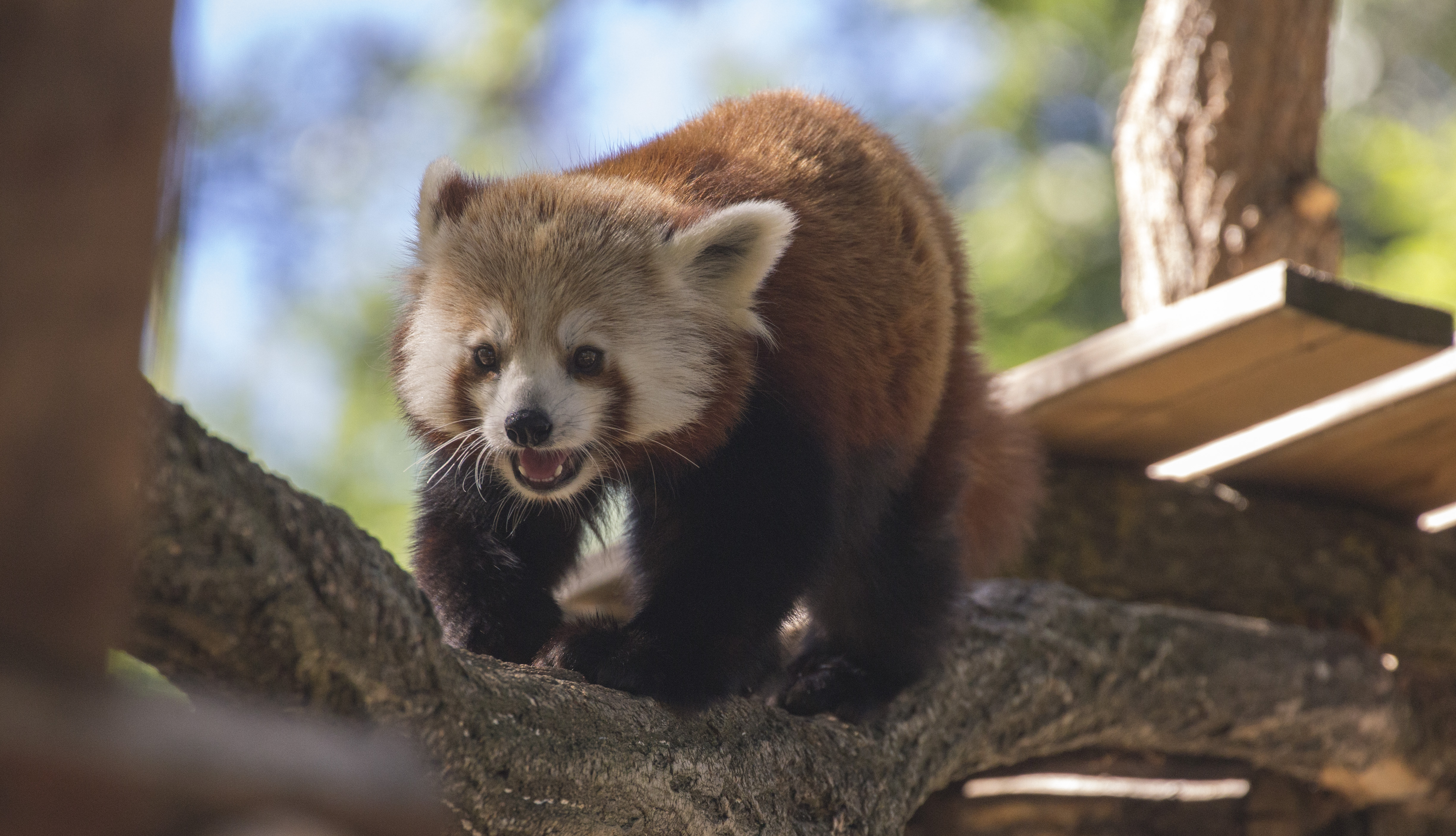
Panda roux
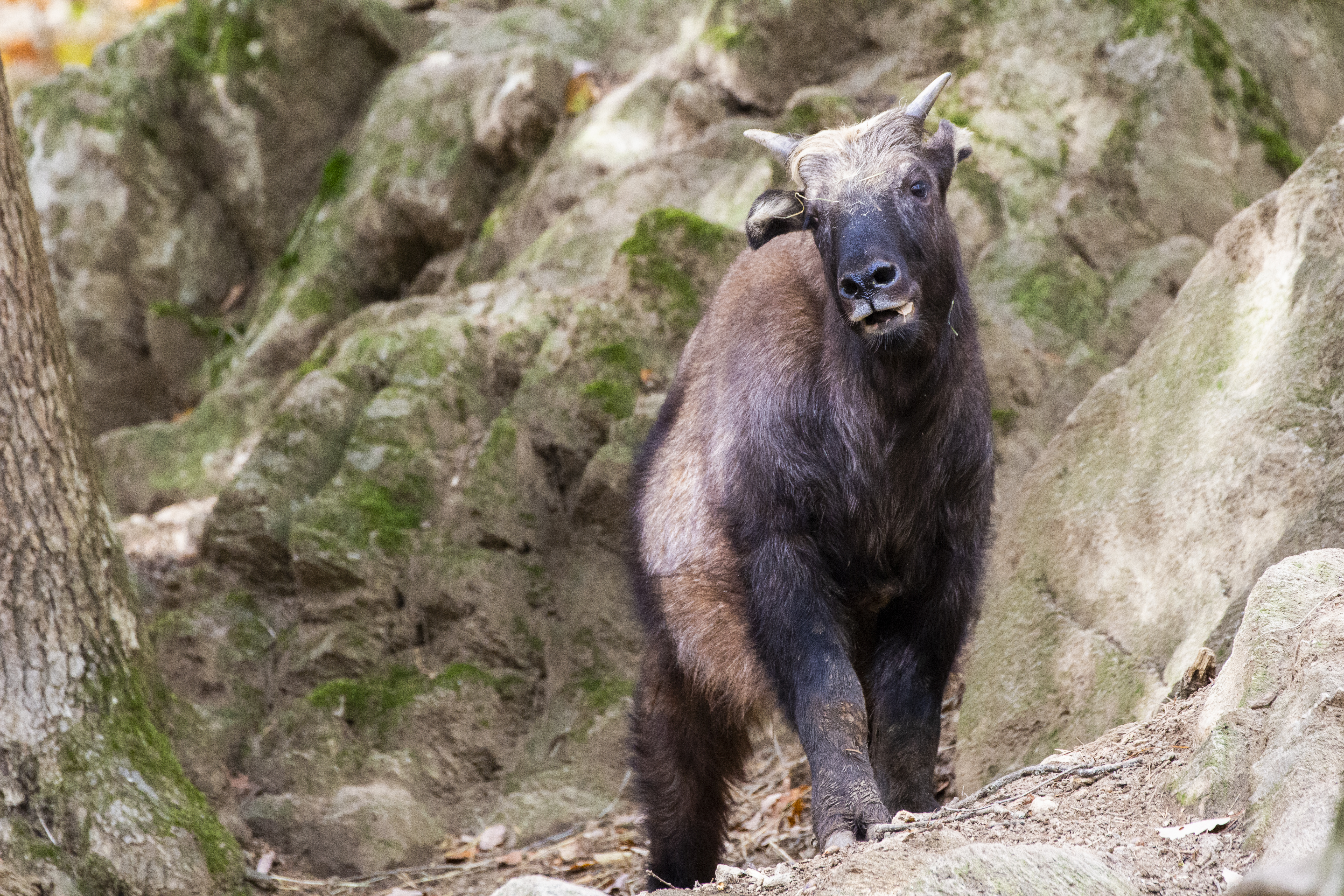
Takin
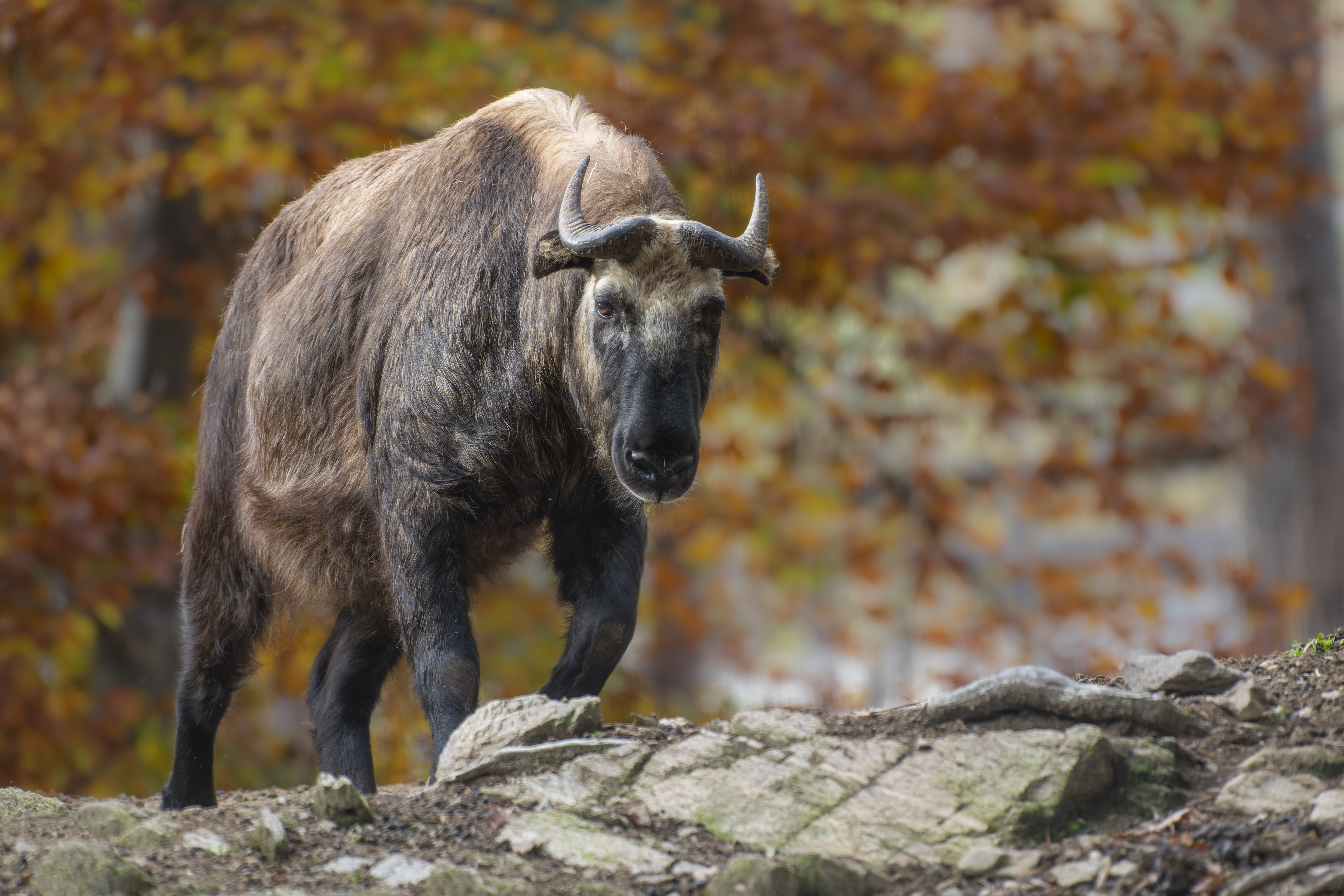
Takin de Mishmi

Autres animaux
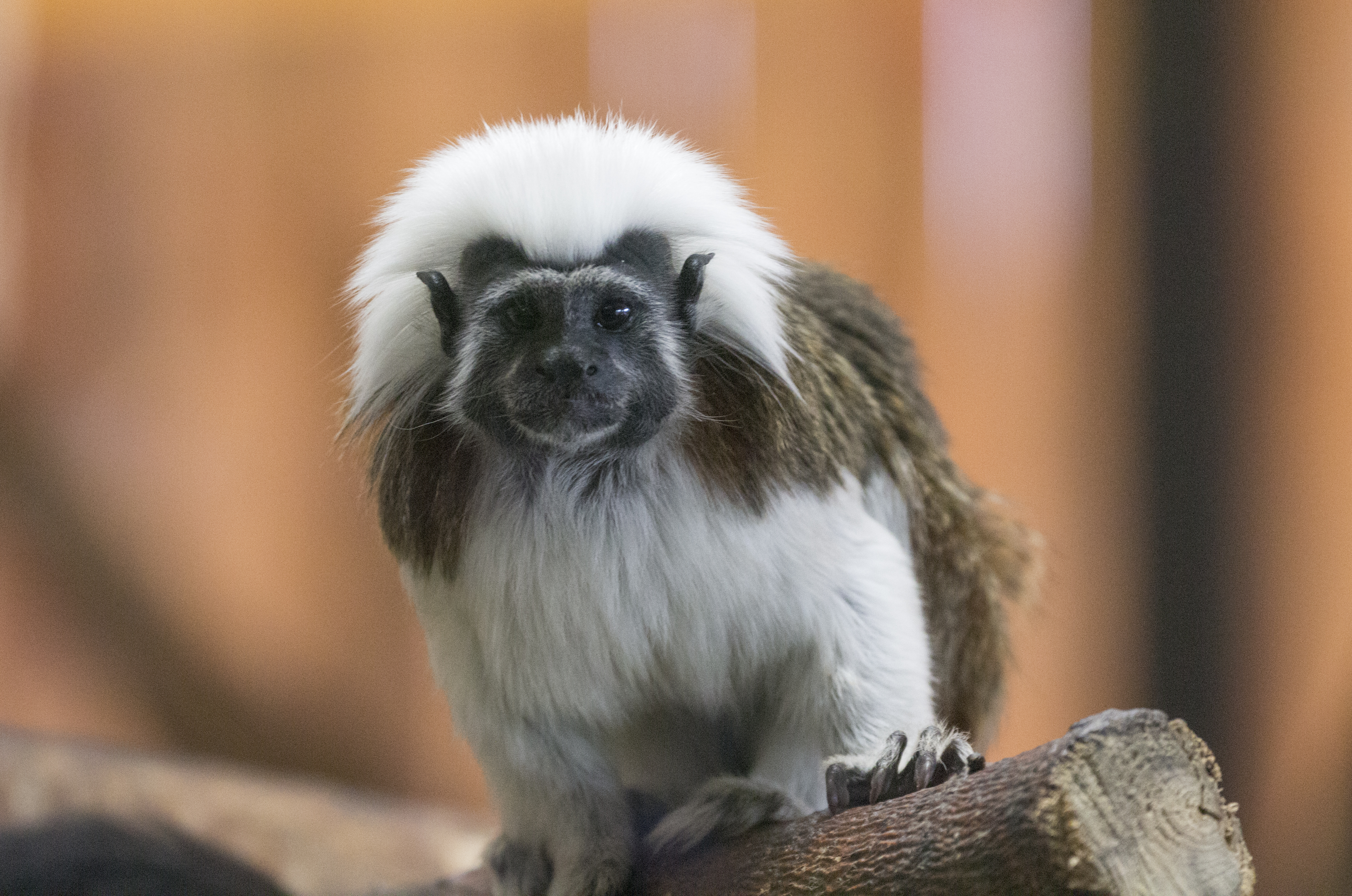
Pinché à crête blanche (Amérique)
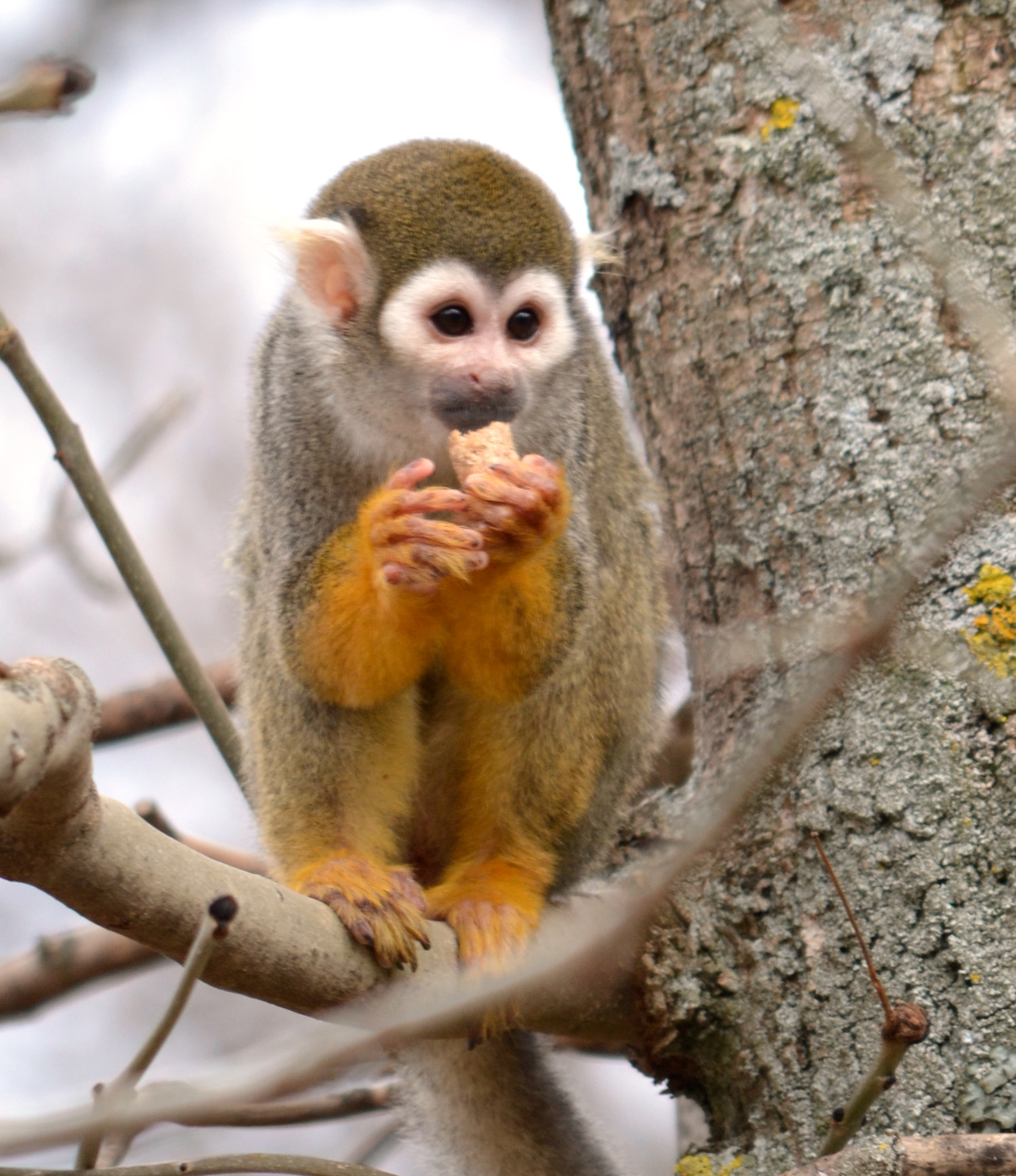
Saïmiri commun (Amérique)
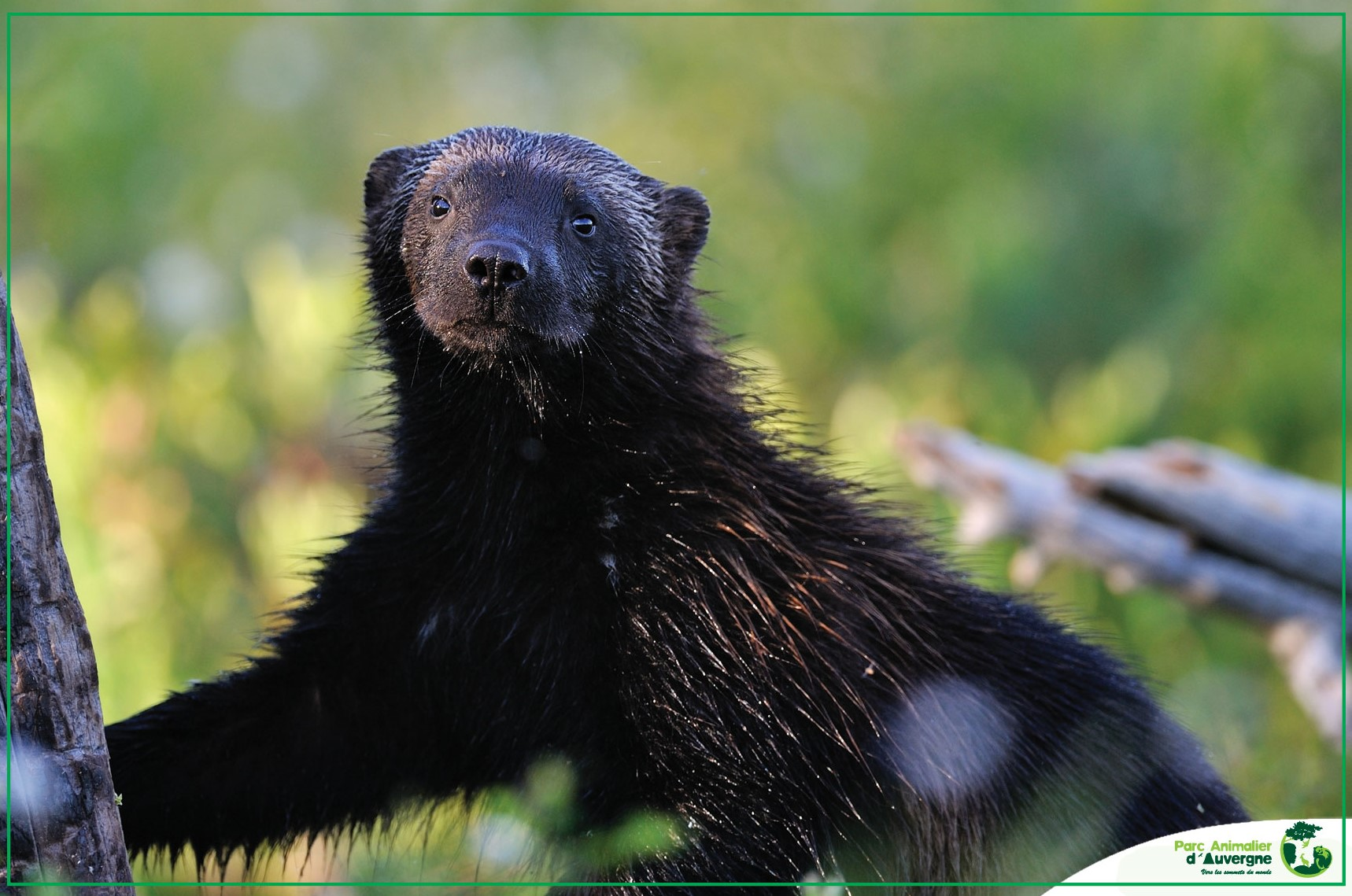
Glouton (Europe, Amérique)